# Halte Sloterweg Noord
Halte Sloterweg Noord was een halte op de Spoorlijn Aalsmeer - Haarlem van de Haarlemmermeerspoorlijnen. Het was een van de twee haltes aan de Sloterweg,  tegenwoordig Rijnlanderweg geheten ten zuiden van Schiphol. 
De halte werd geopend op 2 augustus 1912 en weer gesloten op 1 januari 1936. Het goederenvervoer werd gestaakt op 9 juni 1943. 
De halte bevond zich nagenoeg onder de kruising met de lang na de sluiting aangelegde Schiphollijn. Het haltegebouw is in 2004 gesloopt.

## Bron
Station Sloterweg Noord op Stationsweb